# Terroranschlag in San Bernardino

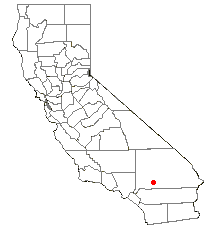
Lage des Inland Regional Center in Kalifornien

Bei dem Terroranschlag in San Bernardino (Kalifornien, Vereinigte Staaten) am 2. Dezember 2015 wurden von den Attentätern Syed Farook und Tashfeen Malik 14 Menschen getötet und 21 weitere verletzt. Der Anschlag ereignete sich im Inland Regional Center in San Bernardino, einer gemeinnützigen Einrichtung für Menschen mit Entwicklungsbeeinträchtigung, in der zu dieser Zeit eine Weihnachtsfeier stattfand. Es handelte sich um den schwersten islamistischen Terrorakt in den USA seit dem 11. September 2001.

## Hergang

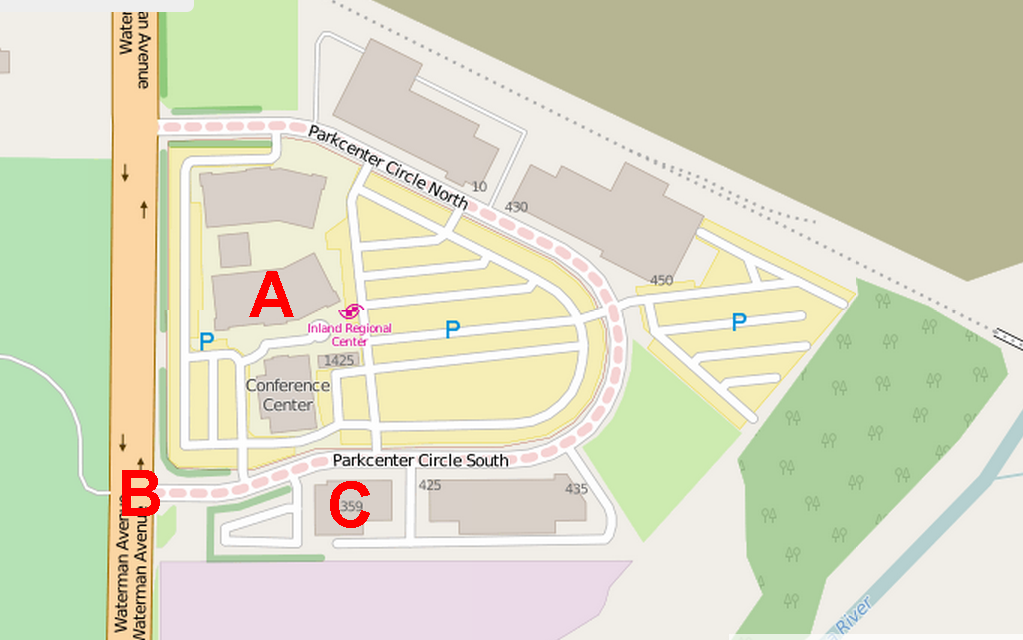
A: Anschlagsort
B: Ort Erster Hilfe
C: Zufluchtsort für Opfer

Zwischen 10:59 und 12:39 Uhr Pacific Time (PT) schossen die beiden Täter Syed Farook und Tashfeen Malik innerhalb des Gebäudes. Gemäß Augenzeugenberichten waren die Täter mit Tarnkleidung, Faustfeuer- und Langwaffen vom Typ ArmaLite AR-15 sowie Schutzwesten ausgerüstet, die sich legal in deren Besitz befanden. Außerdem trugen sie Action-Camcorder, die an ihren Schutzwesten befestigt waren. „All das ist Militärtaktik für einen langgezogenen Kampf“ („That’s a military tactic for a sustained fight“), sagte eine Polizeiquelle. Die wenig später eintreffenden Sicherheitskräfte evakuierten das Gelände, nachdem die Schützen zu diesem Zeitpunkt bereits geflohen waren. Aufgrund von Hinweisen auf einen der Täter, der zuvor an der Feier teilgenommen und bei dem Inland Regional Center beschäftigt war, beantragten die Behörden einen Durchsuchungsbefehl für das Haus des Verdächtigen in Redlands.

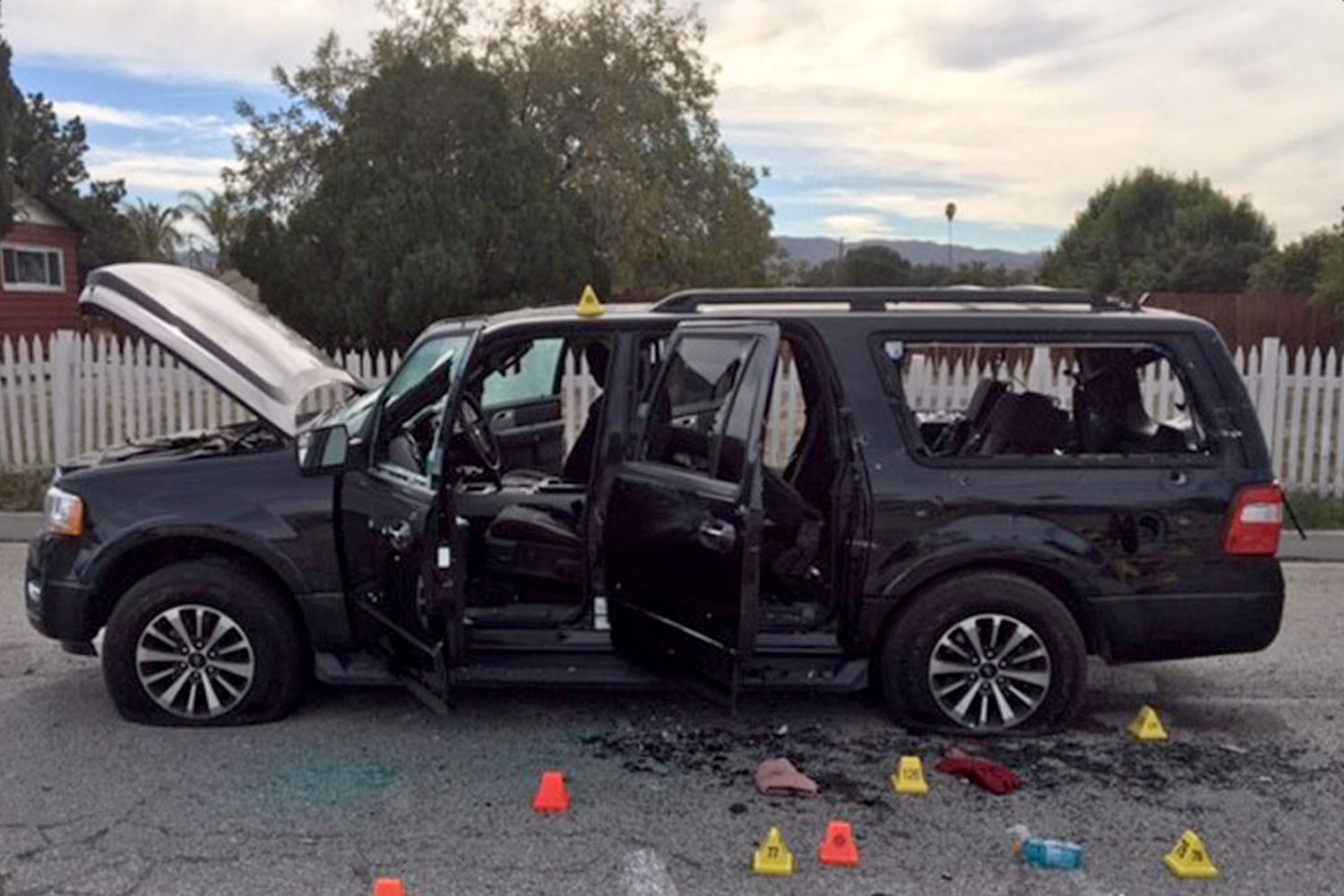
Das Fluchtfahrzeug

Beim Versuch der Durchsuchung flohen zwei Verdächtige mit einem dunklen SUV vom Typ Ford Expedition, in dem sie etwa 1600 Schuss Munition mitführten. Die Polizei forderte die Bewohner der Stadt daher auf, zu Hause zu bleiben. Um etwa 15:00 Uhr wurde das Fluchtfahrzeug gestellt. In einem 45 Sekunden andauernden Feuergefecht, in dem die Polizei 380 Schüsse und die Verdächtigen 76 Schüsse abgaben, kamen zwei der Täter, ein Mann und eine Frau, ums Leben. Eine dritte Person flüchtete zunächst unerkannt, wurde aber einige Zeit später festgenommen. Es ist bislang unklar, ob diese Person in Verbindung zum Attentat steht, die Behörden gehen davon aus, dass es nur zwei Schützen gab.
Im Inland Regional Center wurden Sprengvorrichtungen gefunden, die mit einem ferngesteuerten Spielzeugauto als Auslöser verbunden waren, aber aus bislang ungeklärter Ursache nicht zur Explosion kamen. Die zum Spielzeug gehörende Fernsteuerung wurde im Fluchtfahrzeug gefunden.

## Attentäter

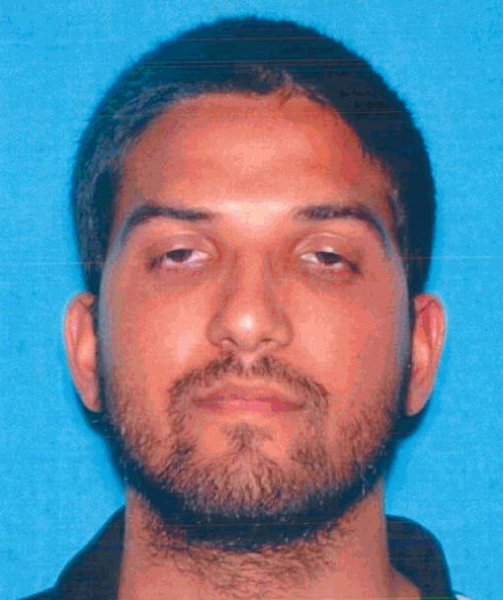
Syed Farook

Die getöteten Attentäter wurden als der 28-jährige städtische Angestellte Syed Rizwan Farook (* 14. Juni 1987 in Chicago) und seine 27-jährige Ehefrau Tashfeen Malik (* 13. Juli 1988 in Karor Lal Esan, Punjab, Pakistan) identifiziert. Beide Täter hatten muslimische Vorfahren und waren selbst Muslime, der Vater des männlichen Täters beschrieb seinen Sohn in gebrochenem Englisch als „sehr religiös: Er ging zur Arbeit, kam zurück, ging zum Beten, kam zurück. Er war ein Muslim.“ („very religious. He would go to work, come back, go to pray, come back. He’s Muslim.“) Die beiden Attentäter flüchteten mit einem Miet-SUV. Dieser wurde von der Polizei gestoppt. Beim Schusswechsel mit 23 Polizisten wurden die Attentäter getötet.

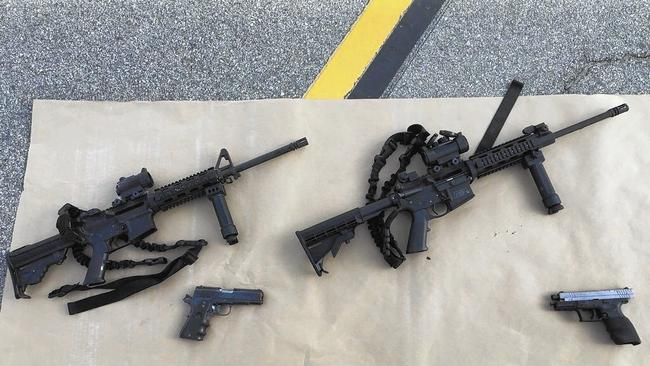
Die beschlagnahmten Tatwaffen

Ihre zum Tatzeitpunkt sechs Monate alte Tochter brachte das Paar zu Farooks Mutter, bevor sie zu dem Attentat aufbrachen.
Farook wurde in Chicago, Illinois geboren; seine Eltern stammen aus Pakistan. Seine Frau war als Pakistanerin mit einem Verlobtenvisum (K-1-Visum) in die USA gekommen.
Im Haus der Attentäter fand die Polizei zwölf weitere Rohrbomben und etwa 5000 Schuss Munition.
Am 4. Dezember erklärte das FBI das Attentat zu einem terroristischen Akt und übernahm die Ermittlungsarbeit von den lokalen Behörden. Begründet wurde dies vor allem mit einem Post auf Facebook durch Tashfeen Malik, in dem diese ihre Loyalität zum IS erklärt hatte.

## Opfer
Die beiden Attentäter töteten 14 Menschen und verletzten 21 weitere, bevor sie selbst von der Polizei erschossen wurden. Nachdem die Hinterbliebenen informiert worden waren, gab die Polizei die Namen der Opfer bekannt.

## Reaktionen
Der damalige US-Präsident Barack Obama erneuerte seine Forderung nach schärferen Waffengesetzen.
Auf Twitter schrieb die demokratische Präsidentschaftsbewerberin Hillary Clinton: „Ich weigere mich, das als Normalität zu akzeptieren. Wir müssen handeln, um die Waffengewalt jetzt zu stoppen.“ (“I refuse to accept this as normal. We must take action to stop gun violence now.”)
Republikanische Politiker und konservative Medien fokussieren den Schwerpunkt der öffentlichen Debatte auf den Terrorismus. Der Präsidentschaftskandidat Chris Christie erklärte, man sei „mitten im nächsten Weltkrieg“, während Ted Cruz für die Nation „einen Kriegspräsidenten“ forderte. US-Präsidentschaftskandidat Donald Trump warf Obama vor, islamistischen Terrorismus nicht beim Namen zu nennen – „Und der Präsident weigert sich, es zu sagen. Es geht mit ihm irgendetwas vor sich, von dem wir nichts wissen.“
Am 5. Dezember 2015 erschien die New York Times erstmals seit einem knappen Jahrhundert mit einem Leitartikel auf ihrer Titelseite. In diesem nahm sie das Ereignis von San Bernardino zum Anlass, um eine Verschärfung der Gesetzgebung in Bezug auf den Erwerb von Schusswaffen zu fordern. Die Tatsache, dass es möglich sei, auf einfachstem Wege Waffen, die für den Kriegseinsatz konzipiert seien, privat zu kaufen und in der Folge auch einzusetzen, nannte das Blatt einen „moralischen Frevel und eine nationale Schande“.

## Auseinandersetzung zwischen dem FBI und Apple
Das FBI fand nach der Tat das Diensthandy von Farook, ein iPhone 5c, und versuchte gerichtlich, Apple dazu zu verpflichten, bei der Entsperrung des Gerätes zu helfen. Das FBI gab an, auf diesem Weg herausfinden zu wollen, ob Malik und Farook mit terroristischen Gruppierungen im Kontakt standen. Apple wehrte sich dagegen: Das FBI habe nicht das Recht, Apple zu zwingen eine iOS-Variante zu entwickeln, die die in iOS eingebauten Sicherheitsvorkehrungen umgehe; zudem betonte Apple-CEO Tim Cook in einem offenen Brief, dass es zu gefährlich sei, eine solche Software zu entwickeln, da sie großes Missbrauchspotential berge.
Das US-amerikanische Justice Department (DoJ) gab Ende März 2016 bekannt, es habe Zugriff auf die dem iPhone gespeicherten Daten ohne Mithilfe von Apple erlangt. Im Zuge dessen zog das DoJ auch die Klage gegen Apple zurück. Es wird vermutet, dass das DoJ die Dienste des israelischen Sicherheitsunternehmens Cellebrite in Anspruch genommen hat, um das iPhone zu knacken.